# Amphinemura fleurdelia
Amphinemura fleurdelia är en bäcksländeart som först beskrevs av Wu, C.F. 1949.  Amphinemura fleurdelia ingår i släktet Amphinemura och familjen kryssbäcksländor. Inga underarter finns listade i Catalogue of Life.